# México nos Jogos Olímpicos de Inverno de 1992
O México competiu nos Jogos Olímpicos de Inverno de 1992, realizados em Albertville, França.